# Центральный Каркасон
Центра́льный Каркасо́н (фр. Carcassonne-Centre) — кантон во Франции, находится в регионе Лангедок — Руссильон, департамент Од. Входит в состав округа Каркасон.
Код INSEE кантона — 1135. В кантон Центральный Каркасон входит одна коммуна — Каркасон.
Население кантона на 1999 год составляло 11 030 человек.